# Erbe Software
Erbe Software va ser la distribuïdora de videojocs més rellevant a Espanya durant els 80 i principis dels 90, gaudint d'una gran reputació a nivell Europeu que la va dur a estar entre les cinc millors companyies de distribució del vell continent. Va tenir un enorme potencial i, sobretot, una gran influència que va exercir en el mercat nacional espanyol. Topo Soft sempre va estar relacionada amb Erbe, ja que els seus orígens es trobaven molt pròxims a la distribuïdora.
Erbe va tenir un creixement accelerat que la va dur a veure's desbordada de treball. Dels seus més directes competidors, Dro Soft (el que és avui Electronic Arts Espanya) va ser la que més es va acostar a la seva capacitat d'actuació. Altres distribuïdores com Proein o MCM no van aconseguir posseir mai la força de la primera. Per desgràcia, l'expansió d'Erbe es va controlar malament i la distribuïdora també va patir, encara que no tant com les empreses desenvolupadores, la transició cap als 16 bits.
Més tard, l'any 1994, gran part de les companyies que Erbe distribuïa comencen a marxar cap a altres distribuïdores o bé obren algun tipus de sucursal pròpia a Espanya. D'aquesta manera començarà el principi de la fi del regnat d'Erbe. En l'actualitat Proein és la companyia de distribució més important del nostre país a causa de la impressionant evolució que va protagonitzar a partir de l'any 1992.
Erbe Software va distribuir molts dels videojocs nacionals i internacionals de l'època de Topo Soft, Ocean Software, US Gold, Imagine, Mikro Gen, Ultimate, i moltes més.